# Edward Lippincott Tilton

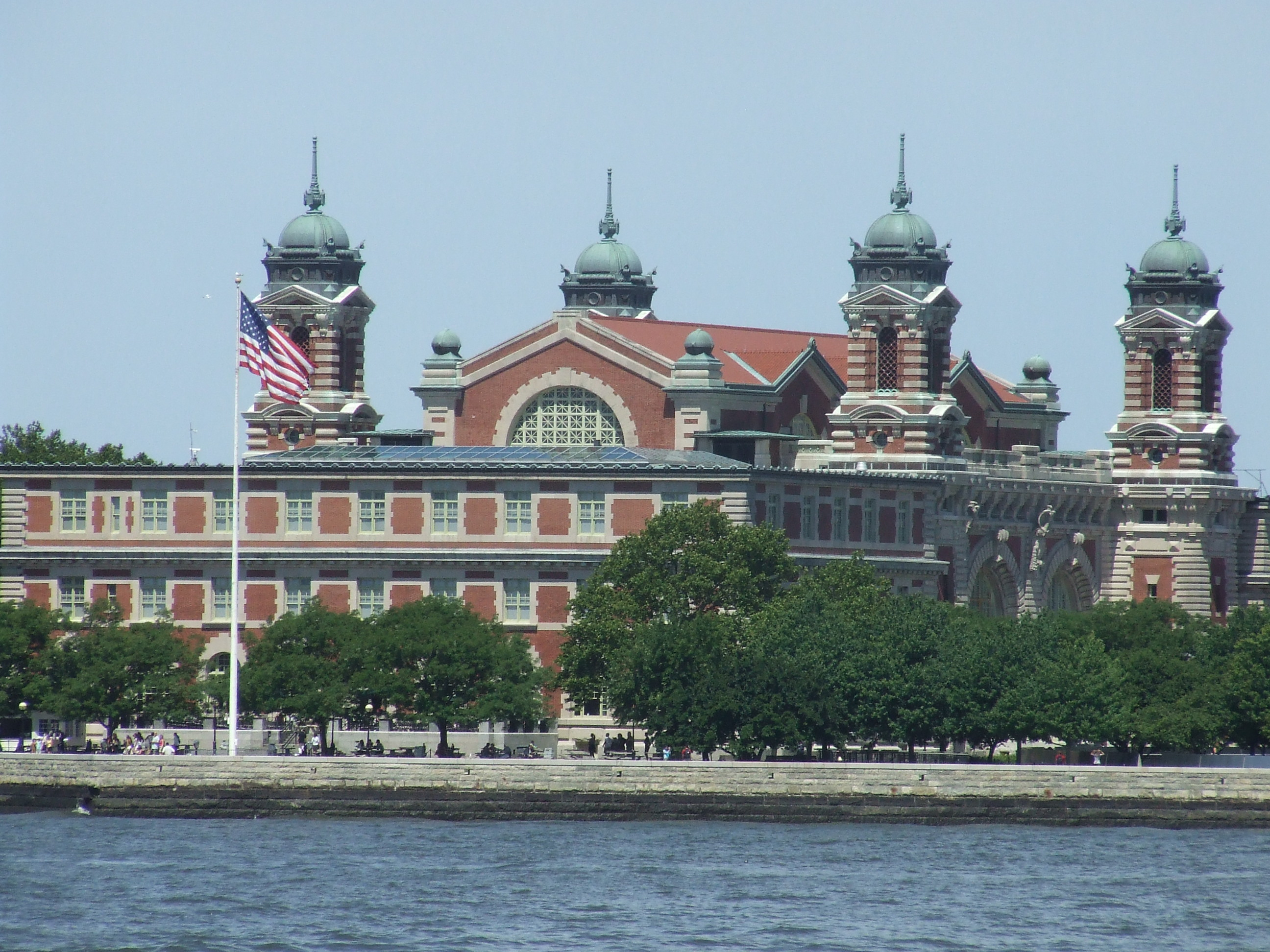
Estación de Inmigración de los Estados Unidos, Ellis Island, 1897-1900

Edward Lippincott Tilton (Nueva York 19 de octubre de 1861 – 5 de enero de 1933) fue un arquitecto estadounidense especializado en el diseño de bibliotecas, de las que diseño y completó alrededor de un centenar en los EE. UU. y Canadá, incluidas muchas bibliotecas Carnegie, y otros edificios para instituciones educativas. 
Alrededor de 1881, Tilton abandonó su carrera en la banca para trabajar como dibujante en la oficina de McKim, Mead & White, siguiendo un proceso de aprendizaje tradicional para el que estudió con un tutor privado en arquitectura, y que lo preparó para seguir un curso en la École des Beaux-Arts de París (1887–1890). Los primeros encargos surgieron a través de conexiones familiares, e incluyeron el casino de Belle Haven, una próspera comunidad costera de Greenwich, Connecticut (1891-1892) y el Hotel Colorado, en el centro turístico de Glenwood Springs, Colorado (1891-1893).
En 1987, Tilton y su socio William A. Boring, al que había conocido en París, ganaron un concurso para diseñar la primera fase de los nuevos edificios de la Estación de Inmigración de EE. UU. en Ellis Island, en el puerto de Nueva York. Se construyeron cuatro edificios principales según sus diseños antes de que la asociación formal se disolviera amistosamente en 1904. Los dos arquitectos continuaron compartiendo oficina.
Tilton publicó sus ideas sobre planificación y construcción de bibliotecas en Essentials in Library Planning, junto a AE Bostwick y SH Ranck (1928), y en "Library Planning" publicado póstumamente en el Journal of the Royal Institute of British Architects (1936).

## Trabajos

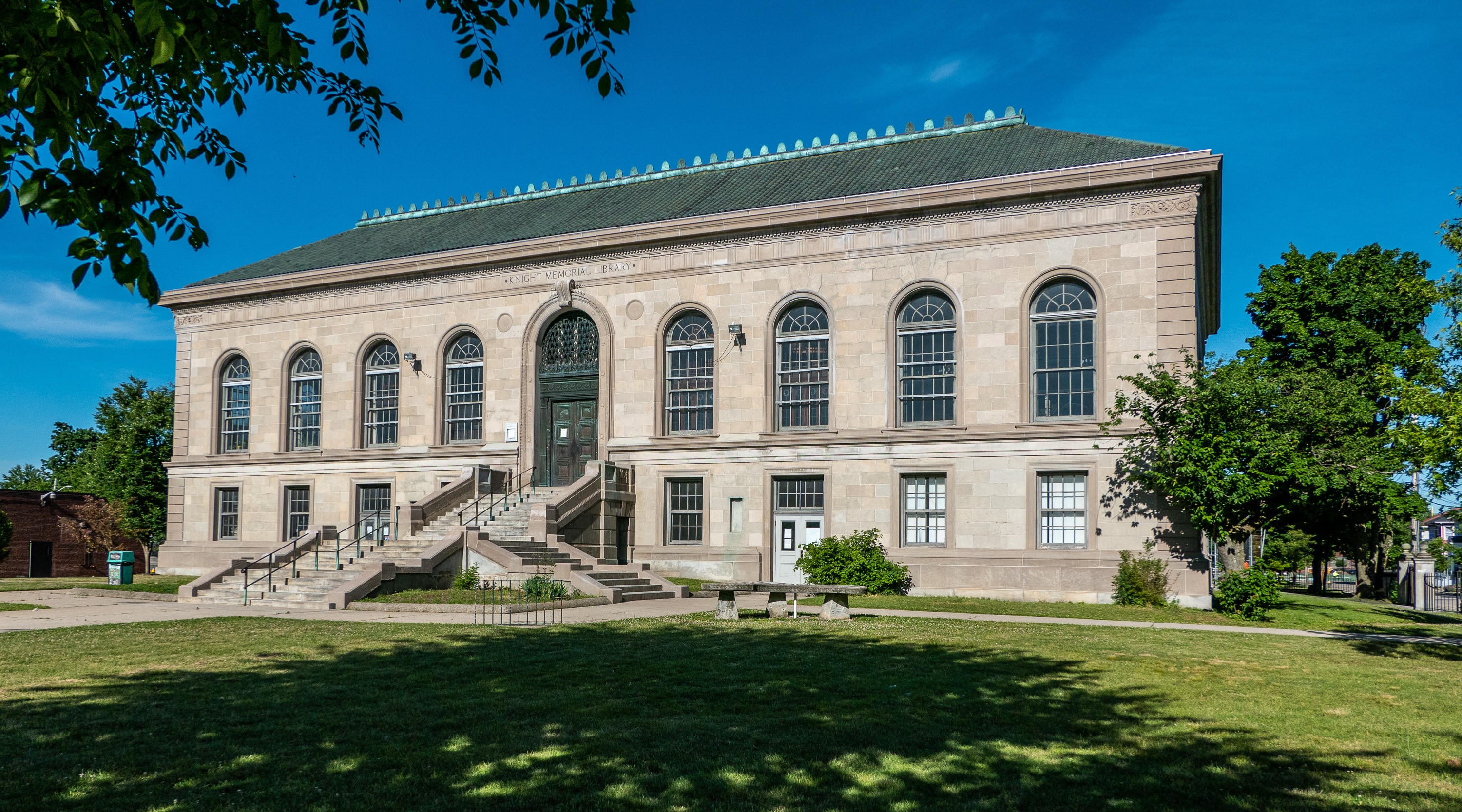
Biblioteca Knight Memorial, Providence Rhode Island (1924)

Tilton trabajó en la sociedad Boring & Tilton (1881-1904), como arquitecto en solitario, y en la sociedad Tilton & Githens (1916-1932), para volver brevemente a la práctica en solitario como arquitecto consultor hasta su muerte. Sus principales trabajos son:
- Estación de inmigración de EE. UU. en Ellis Island en el puerto de Nueva York: edificio principal (1897–1900), edificio de cocina y lavandería (1900–01), central eléctrica principal (1900–01) y edificio principal del hospital (1900–01)
- Biblioteca Pública de Bayonne, Bayonne, Nueva Jersey, 1904
- Biblioteca Pública de Ludington, Ludington, Míchigan, 1906
- Biblioteca pública de Olean, Olean, Nueva York, 1907
- Carnegie Science Hall (rebautizado como Stuart Hall en 1977) en Coe College, Cedar Rapids, Iowa, 1910[4]
- Biblioteca pública de Elizabeth, Elizabeth, Nueva Jersey, 1912
- Biblioteca de la ciudad de Springfield, Springfield, Massachusetts, 1912[5]
- Biblioteca pública gratuita de Sioux City, Sioux City, Iowa, 1913
- Carpenter Memorial Library, Mánchester, Nuevo Hampshire, 1914 (con el arquitecto Edgar Allen Poe Newcomb )
- Biblioteca Franklin, Minneapolis, Minnesota, 1914
- Biblioteca pública de Belmar, Belmar, Nueva Jersey, 1914
- Bond Hall, Universidad de Notre Dame, South Bend, Indiana, 1915
- Biblioteca pública gratuita de Trenton (adición de John Lambert Cadwalader), Trenton, Nueva Jersey, 1915
- Biblioteca Peabody, George Peabody College for Teachers (ahora parte de la Universidad de Vanderbilt ), Nashville, Tennessee, 1919
- Biblioteca Pública Chester C. Corbin, Webster, Massachusetts, 1920
- Riley Hall of Art and Design, Universidad de Notre Dame, South Bend, Indiana, 1920
- Biblioteca Pública de Wilmington, Wilmington, Delaware, 1923
- Biblioteca Knight Memorial, Providence, Rhode Island, 1924[6]
- Biblioteca Mount Pleasant, Washington D. C., 1925
- Biblioteca Pública McGregor, Highland Park, MI, 1926
- Museo de Arte Currier, Mánchester, Nuevo Hampshire, 1929
- Biblioteca central, Biblioteca gratuita Enoch Pratt, Baltimore, Maryland, 1931-1933
- Iglesia Luterana de St. Luke, Nueva York, 1922
- Campus de Concordia College, Bronxville, Nueva York[7]